# Electric Elephants
Electric Elephants is een nummer van de Nederlandse dj Jay Hardway uit 2015.
Het nummer haalde in Nederland de 5e positie in de Tipparade, en in Vlaanderen de 26e positie in de Tipparade. Het is de eerste keer dat Hardway solo de hitlijsten binnenkomt.